# Todos contra Um
Todos contra Um foi um programa de televisão brasileiro exibido pelo SBT em duas temporadas, a primeira tendo sido entre 14 de abril de 2002 e 8 de agosto de 2004. Após 1 ano fora do ar pelo SBT, o programa voltou a ser exibido em 30 de outubro de 2005 e permaneceu na grade da emissora até 27 de novembro do mesmo ano.
Apresentado por Silvio Santos, o programa era integrado por vários clientes do Baú da Felicidade que concorriam a prêmios oferecidos e possuía um formato parecido com o formato do Show do Milhão, contando também com reprises das câmeras escondidas que o extinto programa Topa Tudo por Dinheiro exibia até 2001.
Várias edições do programa foram reprisadas em 2009, mas o programa veio depois a ser substituído pelo Um Contra Cem.

## Regras do programa

### Primeira fase
O programa era dividido em duas partes. Na primeira fase eram exibidos trechos de vídeos, e após cada vídeo, Silvio fazia uma pergunta relativa a ele. Os 60 participantes do programa opinavam, através de um equipamento eletrônico, se a resposta sugerida era "verdadeira" ou "falsa". Ao fim, um computador registrava os 10 participantes que haviam acertado o maior número de questões em menos tempo.
Os 10 participantes vencedores iam para o palco e participavam do jogo "Quanto Tempo Tem?", onde eram mostrados cinco vídeos a respeito de curiosidades. 5 participantes eram eliminados e os 5 classificados participavam do "Jogo da Memória" e do "Jogo Datas, Pesos e Medidas".
Antes da segunda fase, era sorteado entre os participantes um automóvel popular da época.

### Segunda fase
O participante que somava mais pontos nesta etapa era habilitado para a segunda fase na qual disputava, contra todos os outros 59 participantes, o prêmio máximo de R$30 mil durante o jogo "As cinco mais votadas". O participante respondia questões propostas por Silvio e precisava somar o total de 200 pontos nas cinco respostas. Caso isso não acontecesse, o prêmio era dividido igualmente entre o auditório.
Durante os jogos, Silvio entregava prêmios na ordem de início das brincadeiras seguintes ao "Verdadeiro ou falso": prêmios de R$3 mil, R$5 mil e R$7 mil em ouro (apresentados por ele em modelos de cheque), perguntando inicialmente aos semifinalistas, que caso topassem um dos cheques, sorteiam outro participante para ir ao lugar. Se não fosse topado por ninguém entre os cinco ou dez semifinalistas, o prêmio era sorteado entre os 50/55 participantes restantes.

## Programas relacionados
- Show do Milhão (1999 - 2003; 2009)
- Tentação (1994 - 2002; 2007 - 2009)
- Topa Tudo por Dinheiro (1991 - 2001)
- Um Contra Cem (2009 - 2010)